# Sogatira en los Juegos Mundiales de 2022
La Sogatira será uno de los deportes en los que se compita en los Juegos Mundiales de Birmingham 2022.
Las competencias se llevarán a cabo en el Campo de Atletismo de la UAB.
Será la decimoprimera ocasión que este deporte sea parte del programa de los Juegos, siendo una de solo nueve disciplinas que ha estado presente en el calendario de todas las ediciones.

## Países participantes
La Federación Internacional de Sogatira anunció los 6 equipos participantes en cada una de las tres disciplinas que serán parte de los Juegos sin dar detalles de los métodos de clasificación.
Los participantes serán:
| - Alemania (GER) - Bélgica (BEL) | - China Taipéi (TPE) - Italia (ITA) | - Países Bajos (NED) - Reino Unido (GBR) | - Suecia (SWE) - Suiza (SWI) |

## Eventos
| Evento          | Oro                | Plata       | Bronce       |
| --------------- | ------------------ | ----------- | ------------ |
| Varonil 640 kg. | Suiza              | Reino Unido | Bélgica      |
| Femenil 540 kg. | República de China | Suecia      | Suiza        |
| Mixto 580 kg.   | Reino Unido        | Alemania    | Países Bajos |

## Medallero
| Rank               | País               | Oro | Plata | Bronce | Total |
| ------------------ | ------------------ | --- | ----- | ------ | ----- |
| 1                  | Reino Unido        | 1   | 1     | 0      | 2     |
| 2                  | Suiza              | 1   | 0     | 1      | 2     |
| 3                  | Alemania           | 0   | 1     | 0      | 1     |
| 3                  | China Taipéi       | 0   | 1     | 0      | 1     |
| 3                  | Suecia             | 0   | 1     | 0      | 1     |
| 6                  | Bélgica            | 0   | 0     | 1      | 1     |
| 6                  | Países Bajos       | 0   | 0     | 1      | 1     |
| Totales (7 países) | Totales (7 países) | 2   | 4     | 3      | 9     |